# Sogatella colorata
Sogatella colorata är en insektsart som först beskrevs av William Lucas Distant 1917.  Sogatella colorata ingår i släktet Sogatella och familjen sporrstritar. Inga underarter finns listade i Catalogue of Life.